# Cayos Misquitos
Cayos Misquitos es un archipiélago de cayos que se encuentran en el mar caribe hondureño, frente al Departamento de Gracias a Dios. Una zona marítima de ella fue declarada Parque Nacional Marino Cayos Misquitos, cubriendo los Cayos Misquitos Sur.

## Subdivisión
Los Cayos Misquitos se dividen generalmente en dos segmentos o agrupaciones, dado por un Análisis de clustering o conglomerados, que caracteriza intuitivamente una división por los cayos contenidos en el arrecife que se extiende al sur del azimut 70° 14′ 41.25 (línea promedio de continuidad fronteriza marítima  Honduras- Nicaragua), conteniendo a los Arrecife de la Media Luna y Arrecife Alargado.
- Cayos Misquitos Septentrional: Cayos sobre el azimut 70° 14′ 41.25.
- Cayos Misquitos Meridional: Cayo Bobel, Cayo Port Royal, Cayo Sur, Cayo Savanna, otros bajo el azimut 70° 14′ 41.25, es decir que estén dentro del Arrecife de la Media Luna y Arrecife Alargado. [11] Estos cayos están contenidos dentro de un bolsón marítimo con silueta de Guardamonte de un Revólver.

Listado de Cayos con su ubicación aproximada
- Arrecife Media Luna y Arrecife Alargado
  - Cayo Bobel 15°05'09.6"N 82°40'30.0"W
  - Cayo Sombrilla 15°11'09.6"N 82°37'04.8"W
  - Cayo Savanna 15°08'20.4"N 82°34'55.2"W
  - Cayo Port Royal 15°07'18.5"N 82°35'20.6"W
  - Cayo Sur 15° 4'N 82° 30'W
  - Cayo Media Luna 15° 14' N 82° 36'W
  - Cock Rocks 14° 56' 1"N 82° 38' 39"W
  - Cayo Alargado (antes Cayo Alárgate-Allá)
  - Logwood Cay 15° 13'N 82° 42'W
  - Porpoise Cay 15° 7'N 82° 35'W
  - Burn Cay 15° 9' 30"N 82° 37' 50"W
- Cayos Becerros o Seal
  - Cayo Silkey (Becerros I) 15°54'46.8"N 83°15'18.0"W
  - Cayo Smokely (Becerros II) 15°57'03.6"N 83°16'19.2"W
- Cayos Cocorocuma 15° 45'N 82° 59'W
- Cayos Pichones 15° 44'N 82° 54'W
- Cayo Cinco Palos 15° 43'N 83°W
- Bancos del Cabo Falso 15°33'27.4"N 83°03'32.5"W
- Banco del Cabo 15°14'54.0"N 82°57'49.3"W
- Cayos Carataska 
  - Cayos Carataska I 16°01'45.1"N 83°19'14.3"W
  - Cayos Carataska II 16°02'33.9"N 83°19'36.8"W
- Cayos Cajones o Hobbies 16°05'06.0"N 83°08'34.8"W
- Cayos Vivorillos 15° 51'N 83° 18'W 
  - Bogas Cayo Largo 15°51'02.0"N 83°18'00.8"W
  - Bogas Cayo ¨Corto¨[14] 15°49'48.2"N 83°18'15.4"W
- Cayo Gorda 15° 51' 18"N 82° 24' 28"W

## Historia
Fueran descubiertas por el imperio español. Fueron integradas bajo dominio por el imperio británico como un territorio de las Indias Occidentales Británicas. 
El Tratado Wyke-Cruz del 28 de noviembre de 1859, restableció el territorio de la Mosquitia a  Honduras por parte del  Reino Unido, que las mantenía como territorio de las Indias Occidentales Británicas.